# Peter Loft
Peter Sam Loft (født 7. juli 1957 på Frederiksberg) var fra 1993 departementschef i Skatteministeriet. Den 21. marts 2012 blev Peter Loft fritaget fra tjeneste af skatteminister Thor Möger Pedersen (SF), som en udløber af en skattesag angående statsminister Helle Thorning-Schmidt.

## Baggrund
Peter Sam Loft er født den 7. juli 1957 som søn af departementschef Per Loft (død 2012) og hustru fhv. vicedirektør Tut Loft (død 2017). Faren var i en længere årrække departementschef, og moren var blandt andet afdelingschef i Sikringsstyrelsen og direktør i Arbejdskadesstyrelsen.
Han blev uddannet cand.jur. i 1980 ved Københavns Universitet og er adjungeret professor ved Copenhagen Business School. Han blev første gang gift (7. september 1985) med sygeplejerske Marianne Sandvik (født 21. januar 1964 i Roskilde). Han er nu gift med cand.jur. Pia Loft (født Berg 5. april 1968).
Peter Loft sidder i Dansk Selskab for Virksomhedsledelses VL-gruppe 48.

## Embedsmandskarriere
Samme år, som han blev uddannet jurist, blev han ansat i Skatteministeriets departement. Han blev siden ministersekretær i Skatteministeriets departement 1988, kontorchef 1990 og afdelingschef 1992. Han blev i 1993 udnævnt som departementschef i samme departement. Han er en af de længst siddende departementschefer og blev Kommandør af Dannebrogordenen 1. januar 2007.
Den 21. marts 2012 blev Peter Loft fritaget fra tjeneste af skatteminister Thor Möger Pedersen (SF), som en udløber af en skattesag angående statsminister Helle Thorning-Schmidt.
Peter Loft tiltrådte 13. marts 2017 en stilling som kommunaldirektør i Bornholms Regionskommune. I oktober 2018 blev han fritaget for tjeneste. Den officielle begrundelse i den dertilhørende pressemeddelelse var, at "Økonomi-, Erhvervs- og Planudvalget ønsker en anden profil til den fremadrettede ledelse af Bornholms Regionskommune".

## Politisk karriere
Den 4. februar 2021 meldte Peter Loft ud, at han agtede at stille op til Kommunalvalget i Gentofte Kommune, samt til Folketinget, for Liberal Alliance ved de førstkommende valg.